# توماس إيمرسون
توماس إيمرسون (بالإنجليزية: Thomas Emmerson)‏ هو صحفي ومحامي ومُحرِّر وقاضي وسياسي أمريكي، ولد في 23 يونيو 1773 في لاورنسفيل في الولايات المتحدة، وتوفي في 22 يوليو 1837 في جونزبورو في الولايات المتحدة.